# Liste der Monuments historiques in Boury-en-Vexin
Die Liste der Monuments historiques in Boury-en-Vexin führt die Monuments historiques in der französischen Gemeinde Boury-en-Vexin auf.

## Liste der Bauwerke
| Bezeichnung       | Beschreibung                                      | Standort | Kennzeichnung | Schutzstatus | Datum | Bild           |
| ----------------- | ------------------------------------------------- | -------- | ------------- | ------------ | ----- | -------------- |
| Kirche St-Germain | Erbaut ab dem 12. Jahrhundert                     | (Lage)   | PA60000033    | Inscrit      | 2000  | weitere Bilder |
| Schloss           | Erbaut in der zweiten Hälfte des 17. Jahrhunderts | (Lage)   | PA00114545    | Classé       | 1931  | weitere Bilder |

## Liste der Objekte

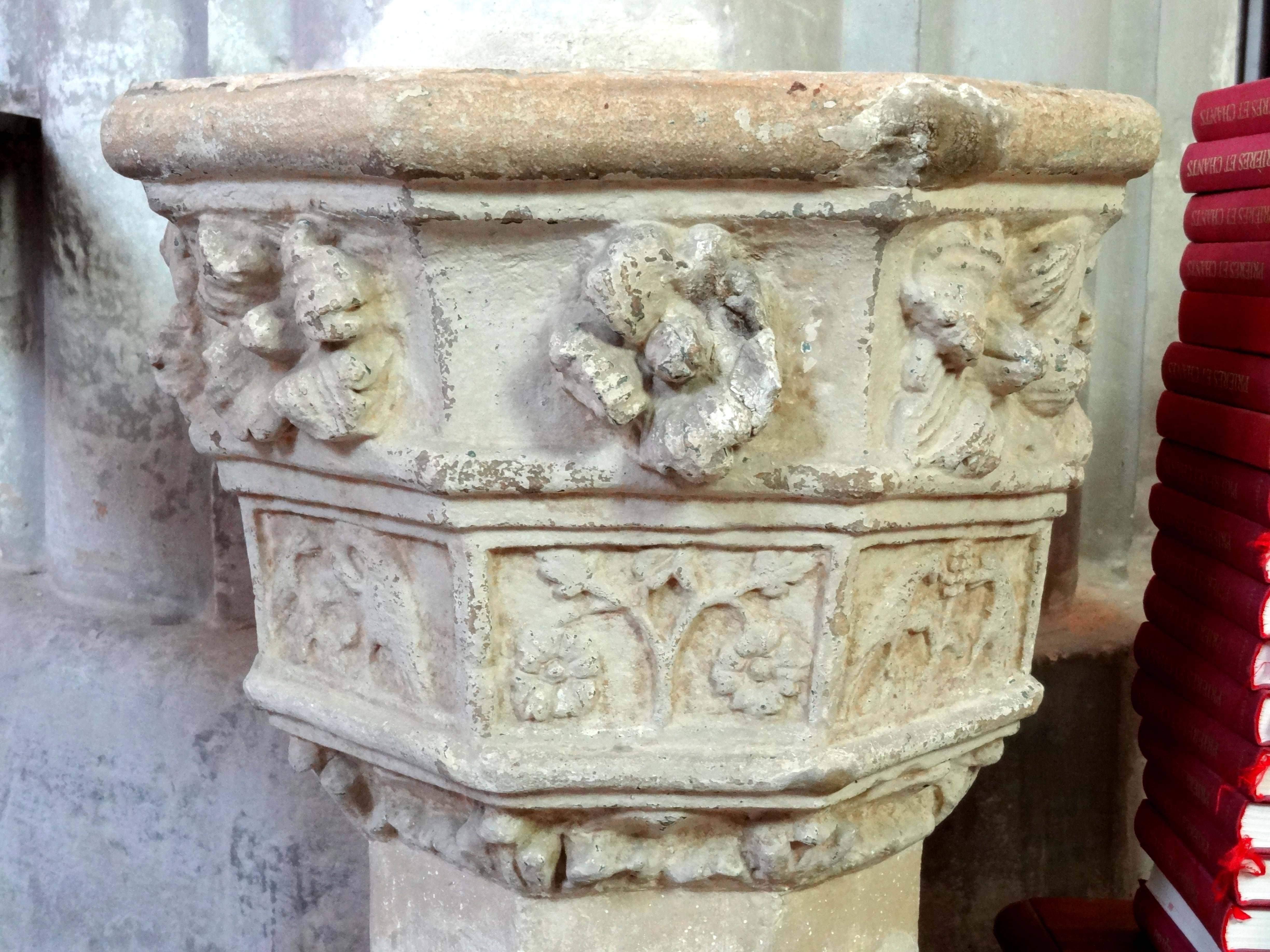
Renaissance-Weihwasserbecken in der Kirche St-Germain

- Monuments historiques (Objekte) in Boury-en-Vexin in der Base Palissy des französischen Kultusministeriums